# Stefan Jäger (Regisseur)

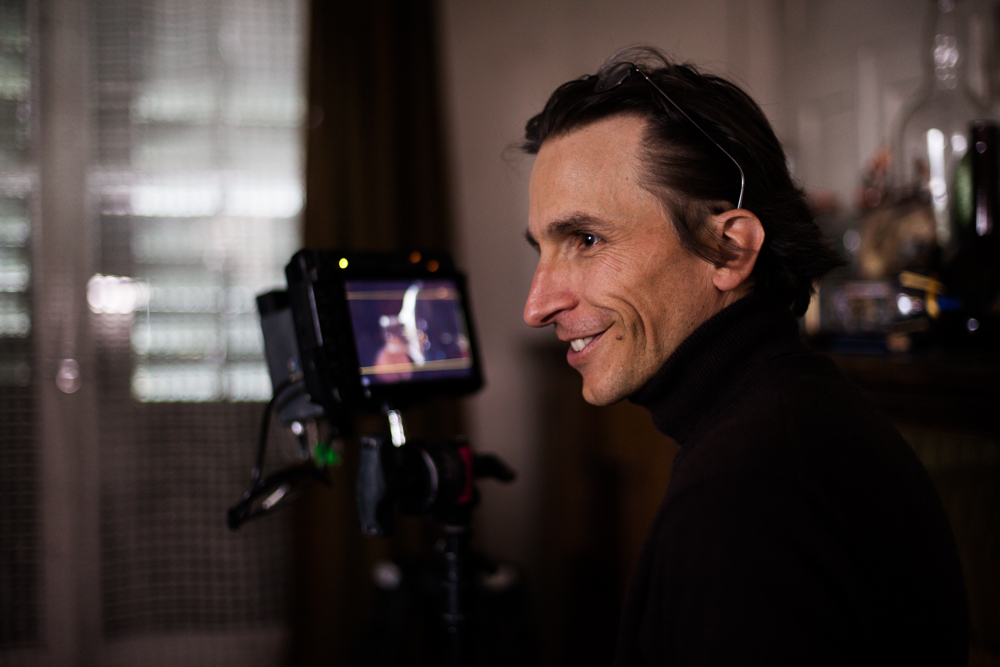
Stefan Jäger (2015)

Stefan Jäger (* 1970 in Uster) ist ein Schweizer Regisseur, Drehbuchautor und Filmproduzent. Außerdem ist er als Dozent für Filmregie an der Filmakademie Baden-Württemberg tätig und als Dozent für Dramaturgie und Drehbuch an der Zürcher Hochschule der Künste.

## Leben
Stefan Jäger studierte an der Filmakademie Baden-Württemberg in Ludwigsburg Drehbuch und Regie und schloss die Ausbildung im Januar 1997 mit Diplom ab. Seit 2002 ist er selber als Dozent für Regie an der Filmakademie tätig. Seit 2009 wirkt er zudem als Dozent für Dramaturgie und Drehbuch an der ZHdK sowie als Dozent für Schauspiel an der Hochschule der Darstellenden Künste in Stuttgart. 2011 unterrichtete er zudem auf Einladung der Schweizer Botschaft und des Goethe Instituts an der Blue Nile Film Academy in Addis Abeba (Äthiopien); diese Zusammenarbeit wurde mit der Realisierung des abendfüllenden Kinospielfilms Horizon Beautiful fortgeführt.
Bereits während seiner Erstausbildung am Lehrerseminar in Luzern etablierte sich Jäger als freischaffender Dokumentar- und Kurzfilm-Regisseur an zahlreichen Festivals. Mit seinem zweiten Kinospielfilm birthday (2000), der ausschliesslich über Improvisation erarbeitet wurde, gewann er am Max Ophüls-Festival den Publikums- und den Drehbuchpreis, der Film wurde mit dem Prädikat «besonders wertvoll» versehen.
2001 inszenierte Stefan Jäger für das Schweizer Fernsehen und den Bayerischen Rundfunk das Bergdrama Im Namen der Gerechtigkeit, das in mehrere Länder verkauft wurde. 2002 inszenierte er am Zürcher Schauspielhaus das Theaterstück 57’ 38’’ Ewigkeit, das er gemeinsam mit der deutschen Schauspielerin Bibiana Beglau geschrieben hat und das von einem Lawinenunglück erzählt.
In den Jahren 2002 und 2003 realisierte Stefan Jäger zusammen mit Peter Jäger die Dokumentar-Serie Cyrill trifft für das Schweizer Fernsehen sowie einen gleichnamigen Kinofilm; darin werden Interviews gezeigt, welche der an Trisomie 21 leidende Cyril mit Prominenten führt.
Das von Stefan Jäger 2007 inszenierte Sterbehilfe-Drama Hello Goodbye feierte am 3. Zurich Film Festival Premiere, gewann am Max Ophüls Festival in Saarbrücken den Interfilmpreis und am FilmKunstFest in Schwerin den Regiepreis. Sein auf Italienisch gedrehter Film Boxing Jesus lief im Frühling 2008 in den Kinos. Jägers Fernsehfilm Hunkeler und der Fall Livius (eine Koproduktion von SRF mit ARTE) wurde Ende 2009 ausgestrahlt und mit dem Preis für den Besten Schweizer Fernsehfilm ausgezeichnet.
2010 und 2011 konzipierte und realisierte Jäger im Auftrag des Schweizer Fernsehens die mehrteiligen Doku-Serien SF bi de Lüt – Schloss Biberstein und SF bi de Lüt – Das kleine Paradies.
2014 realisierte Stefan Jäger den ersten Schweizer Found-Footage-Horrorfilm 11:23 - 09:59 (Projekt Angst), der seine Welturaufführung am 10. Zurich Film Festival feierte. Im Herbst 2014 drehte er in Japan und in der Schweiz den Kinofilm Der grosse Sommer mit Mathias Gnädinger in der Hauptrolle, welcher der erfolgreichste Deutschschweizer Kinofilm des Jahres 2016 war. Unmittelbar nach dem Tod von Gnädinger realisierte Jäger den Dokumentarfilm Mathias Gnädinger – Die Liebe seines Lebens über den beliebten Schauspieler. 2016 produzierte Jäger zudem den Spielfilm-Erstling Blue My Mind von Lisa Brühlmann, der 2017 Premiere feierte und mehrfach ausgezeichnet wurde, u. a. mit drei Schweizer Filmpreisen (Bester Film, Bestes Drehbuch, Beste Hauptdarstellerin).
Anfang 2020 wurde sein Dokumentarfilm Ursus & Nadeschkin - Aufhören wäre einfach auf SRF ausgestrahlt, in dem er das Künstlerduo porträtierte. Im Sommer 2020 realisierte er die Dreiländerkoproduktion Monte Verità.
Jäger ist Mitglied der Schweizerischen und der Europäischen Filmakademie.

## Filmografie (Auswahl)

### Als Regisseur
- 2021: Monte Verità – Der Rausch der Freiheit (Kinospielfilm)
- 2020: Ursus & Nadeschkin - Aufhören wäre einfach (Dokumentarfilm)
- 2017: Schule machen (Doku-Serie SRF)
- 2017: Der nächste Schritt (Dokumentarfilm)
- 2016: Mathias Gnädinger – Die Liebe seines Lebens (Kinodokumentarfilm)
- 2016: Der grosse Sommer (Kinospielfilm)
- 2014: 11:23 - 09:59 (Projekt Angst) (Kinospielfilm)
- 2013: Horizon Beautiful (Kinospielfilm)
- 2011: SF bi de Lüt – Das kleine Paradies (Doku-Serie für SF)
- 2010: SF bi de Lüt – Schloss Biberstein (Doku-Serie für SF mit Roman Vital)
- 2010: Unter Anderem (Theater)
- 2009: Rockerbuebe (Theater)
- 2009: Hunkeler und der Fall Livius (Fernsehfilm)
- 2008: Obsi Nitsi (Theater)
- 2007: Hello Goodbye
- 2007: Alte Freunde (Theater)
- 2006: Boxing Jesus (Il Pugno di Gesù)
- 2004: 57’ 38’’ Ewigkeit (Theater)
- 2003: Cyrill trifft (Kinodokumentarfilm)
- 2001: Im Namen der Gerechtigkeit (Fernsehfilm)
- 2000: Birthday
- 1998: Misguided Angel
- 1995: Himmelfahrt (Fernsehfilm)
- 1995: Rattenfang (Kurzfilm)
- 1994: Mitten in der Stadt (Dokumentarfilm)
- 1994: b8-e1! (Kurzfilm)
- 1994: Schritte gegen den Wind (Dokumentarfilm)
- 1993: Im Reich der Sinne (Animationsfilm)
- 1992: Von Grund auf wär' ich ein Mensch zum leben (Dokumentarfilm)
- 1989: Am Rande der Isolation (Dokumentarfilm)

### Als Autor
- 2015: Schellen-Ursli
- 2008: Ein Sonntag in den Bergen
- 2007: Santo Santo
- 2006: L’aria che respiri
- 2006: Bevor ich lebe
- 2005: Il tuo sole
- 2004: Melting (37 Tage)
- 2003: Im ewigen Eis
- 2002: Flowers
- 2000: Birthday
- 2000: Im Namen der Gerechtigkeit
- 1999: Mad In Switzerland
- 1998: Falling Rocks
- 1998: Details
- 1998: blindlings
- 1997: Tintenfischer
- 1996: Timbuktu

### Als Produzent
- 2017: Blue My Mind
- 2017: Tiere
- 2025: Die Vorkosterinnen (Le assaggiatrici)

## Auszeichnungen, Release & Festivals
- Horizon Beautiful • Kinoauswertung: Schweiz (Stamm Film) • Special Prize of the Festival Director - 31st Int. Young Audience Film Festival Poznań (PL), Children’s Jury Award Best Feature Film - 10ème Festival Int. du Film pour l’Enfance e la Jeunesse de Sousse (TN), Audience Choice Award Best Film - 1st Int. Children’s Film Festival Dubai (UAE), Children’s Jury Award Best Feature Film - 19th Children’s Film Festival Mexiko-Stadt, Children’s Jury Award Best Feature Film - 3er Festival Internacional de Cine Juvenil Bogota (CO), Grand Prix Best Feature Film - 20th Children’s Film Festival Kyoto (J)
- Hunkeler und der Fall Livius • Schweizer Fernsehfilmpreis 2011
- Boxing Jesus • Kinoauswertung: Schweiz (Stammfilm) • Festivals: Filmtage Solothurn, Incontri Cinematografici Stresa
- Hello Goodbye • Interfilm-Preis am Max-Ophüls-Festival in Saarbrücken • Regiepreis am FilmKunstFest Schwerin • Kinoauswertung: Schweiz (Frenetic Filmverleih) • Fernsehauswertung: Teleclub, Schweizer Fernsehen • Festivals: Cameraimage Lodz (PL), HD Festival Sèvres (F), 3. Zurich Film Festival, Max Ophüls Preis Saarbrücken, FilmKunstFest Schwerin, Internationales Filmfestival Strasbourg (F), Alpinale Bludenz (A), Filmfestival Karlsruhe, Hannover, Münster, Schweinfurt, Esslingen
- Cyrill trifft • Kinoauswertung: Schweiz (Filmcoopi) • Fernsehauswertung: Schweizer Fernsehen
- Cyrill trifft… • Fernsehserie im Auftrag des Schweizer Fernsehens
- Im Namen der Gerechtigkeit • Fernsehauswertung: Schweizer Fernsehen, BR und Verkauf in mehrere Länder
- birthday • Festivals: Int. Filmfestival Karlsbad (Wettbewerb), Max-Ophüls-Preis, Saarbrücken, FilmKunstFest Schwerin, Filmfest Stuttgart, Int. Festival Locarno, Filmtage Solothurn • Kinoauswertung: Deutschland (Delphi Filmverleih), Schweiz (Verleih Filmcooperative) • Prädikat «besonders wertvoll» • Publikums- und Drehbuchpreis am Max-Ophüls-Festival in Saarbrücken, Findlingspreis des Landesverbandes Filmkommunikation am FilmKunstFest Schwerin, Grosser Preis am Int. Filmfestival in Seoul
- Misguided Angel • Festivals: Max-Ophüls-Preis, Saarbrücken (D), Internationales Filmfestival Warschau, Internationales Festival des phantastischen Films, Brüssel, Internationales Filmfestival Portugal, Internationales Filmfestival Sitges (E) • Kinoauswertung: Taiwan, TV-Sales: Amerika, Schweiz, Türkei, Taiwan, Estland
- Werkpreis des Kulturdepartements des Kantons und der Stadt Luzern für «vielfältiges, kontinuierliches und produktives Video- und Filmschaffen 1997»
- Rattenfang • Festivals: Max-Ophüls-Preis, Saarbrücken (D), Filmfest Ludwigsburg (D), Internationales Filmfestival Locarno (CH), Alpinale Vorarlberg (A)
- Schritte gegen den Wind • Studienprämie des EDI
- b8-e1! • Festivals: Max-Ophüls-Preis, Saarbrücken (D), Internationales Filmfestival Locarno (CH), Internationales fantastisches Filmfestival Sitges (E), Internationales fantastisches Filmfestival Brüssel (B), Internationales Horror-Art Filmfestival Warschau (PL), Internationales Festival des Goethe-Instituts (USA)
- Förderungspreis der IRG (Innerschweizer Radio- und Fernsehgesellschaft) für dokumentarisches Schaffen 1992
- Von Grund auf wär' ich ein Mensch zum leben • Studienprämie des EDI • «Bester Film» an den Innerschweizer Filmtagen • Festival: Schweizerische Filmtage Solothurn
- Une p'tite histoire d'eau • Goldmedaille der UNICA für den besten Film der Gesamtveranstaltung an den 15. Schweizer Jugend-Film und Videotagen • Anerkennung und Sonderpreis an der 6. Juvenale, Klagenfurt (A)
- Am Rande der Isolation • 1. Preis im nationalen schweizerischen Talentwettbewerb • 2. Preis an den Nidwaldner Filmtagen